# San Vito (Sardinien)
San Vito ist eine italienische Gemeinde (comune) mit 3418 Einwohnern (Stand 31. Dezember 2023) in der Metropolitanstadt Cagliari auf Sardinien. Die Gemeinde liegt etwa 44,5 Kilometer nordöstlich von Cagliari am Flumendosa. 7,5 Kilometer östlich von San Vito liegt die Küste zum Tyrrhenischen Meer. San Vito ist Teil des Parco Geominerario Storico ed Ambientale della Sardegna.
Die Nuraghe Asoru und die Necropole di Pranu Narbonis liegen beim Ort.

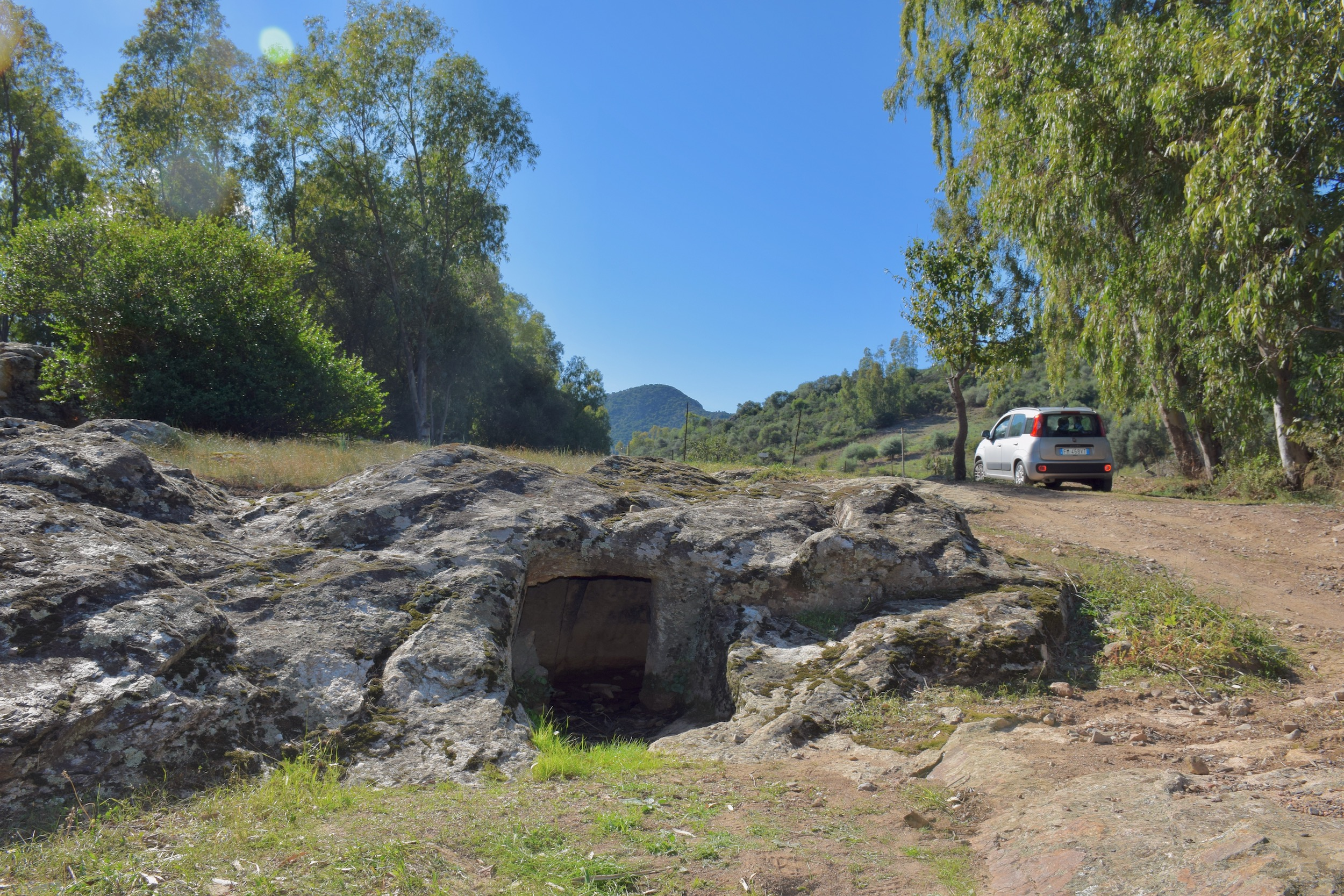
Eines der drei Gräber der Nekropole Pranu Narbonis

## Verkehr
Durch die Gemeinde führt die Strada Statale 387 del Gerrei von hier nach Cagliari.

## Einzelnachweise

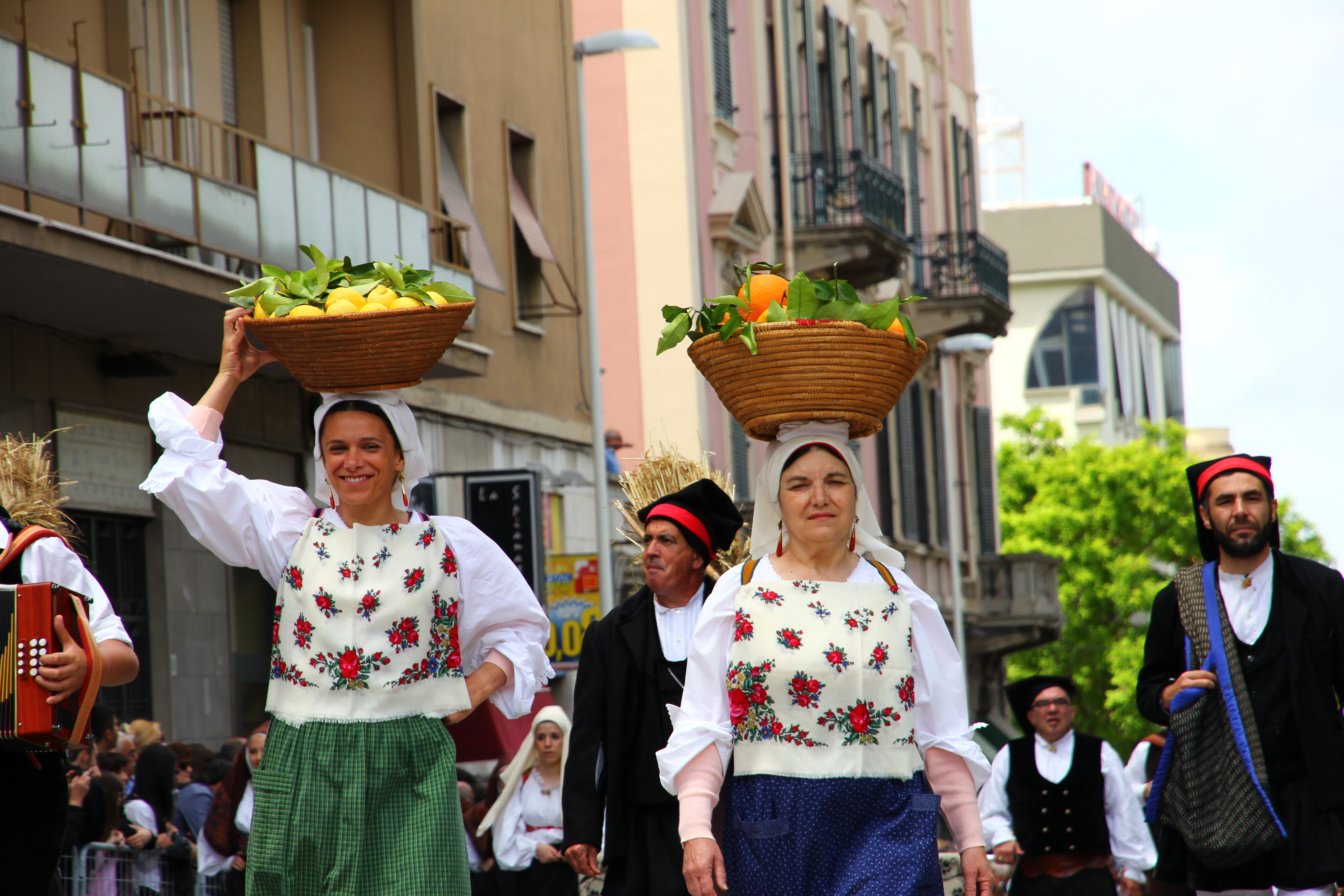
Traditionelle Tracht